# Chris Gayle
Pour les articles homonymes, voir Gayle.
Christopher Henry Gayle, dit Chris Gayle, est un joueur de cricket jamaïcain né le 21 septembre 1979 à Kingston, international au sein de l'équipe des Indes occidentales. Ce batteur au style de jeu très agressif débute avec la Jamaïque dans les compétitions inter-caribéennes en 1998. Il est sélectionné pour la première fois avec les Indes occidentales en 1999 en One-day International, puis en Test cricket l'année suivante. Il devient capitaine des Indes occidentales en 2007, à la suite de la blessure de Ramnaresh Sarwan. Darren Sammy lui succède en 2010. Il fait partie de l'effectif qui remporte l'ICC World Twenty20 en 2012 et 2016.

## Biographie
Chris Gayle naît le 21 septembre 1979 à Kingston. En 1998, il participe à la coupe du monde des moins de 19 ans avec l'équipe des Indes occidentales de cette catégorie. Initialement non sélectionné, il fait partie de sept joueurs rappelés pour pallier le forfait de sept autres de cette sélection qui ne respectent pas la limite d'âge, et, avec 364 courses, est le meilleur marqueur du tournoi. Il débute avec la Jamaïque au cours de la saison 1998-1999 des compétitions inter-caribéennes.

## Bilan sportif

### Principales équipes
| Équipe                             | Test        | ODI         | Twenty20              |
| ---------------------------------- | ----------- | ----------- | --------------------- |
| Indes occidentales                 | 2000 -      | 1999 -      | 2006 -                |
| ICC World XI                       |             | 2005        |                       |
|                                    | First-class | List A      | Twenty20              |
| Jamaïque                           | 1998-1999 - | 1998-1999 - | 2006 -                |
| Worcestershire (Angleterre)        | 2005        | 2005        |                       |
| Kolkata Knight Riders (Inde)       |             |             | 2008 - 2010           |
| Stanford Superstars                |             |             | 2008                  |
| Australie-Occidentale (Australie)  |             |             | 2009-2010 - 2010-2011 |
| Royal Challengers Bangalore (Inde) |             |             | 2011 -                |
| Matabeleland Tuskers (Zimbabwe)    |             |             | 2011-2012             |
| Sydney Thunder (Australie)         |             |             | 2011-2012             |
| Barisal Burners (Bangladesh)       |             |             | 2012                  |

### Statistiques
Chris Gayle marque son premier triple-century (score supérieur à 300 courses) en test-match en 2005 face à l'Afrique du Sud, 317 courses. Il en réussit un second, 333 courses, en 2010 contre le Sri Lanka. Il est seulement le quatrième batteur de l'histoire à en avoir réussi deux dans cette forme de jeu, après Donald Bradman, Brian Lara et Virender Sehwag.